# Oedibrya
Oedibrya là một chi bướm đêm thuộc họ Noctuidae.